# Aeroporto internazionale di Luxor
L'aeroporto internazionale di Luxor è un aeroporto che serve l'omonima città egiziana. È situato a 6 km ad est dell'abitato ed è una delle principali vie d'accesso alla vicina Valle dei Re.